# 國際檔案理事會
國際檔案理事會（英語：International Council on Archives，簡稱ICA）是一個国际非政府组织，其目的是促進檔案和檔案保管員的國際合作。它成立於1948年，由時任法國國家檔案館的館長查爾斯·薩馬蘭擔任主席，並且成員資格向國家和國際組織、專業團體和個人開放。2015年，它集合了199個國家和地區的約1,400個機構成員。其使命是促進世界檔案的保護、開發和使用。
該組織與聯合國教科文組織（USENO）密切合作，同時也是藍盾國際組織的創始成員之一。

## 使命
國際檔案理事會的使命聲明如下：「國際檔案理事會致力於透過代表全球記錄與檔案專業人士，有效管理記錄，並保存、照護與推廣全世界的檔案遺產之使用。檔案是一項珍貴的資源。它們是人類行動所產生的書面副產品，是不可取代的歷史事件見證，是民主制度、個人與社群認同，以及人權的基石。
然而，檔案也非常脆弱，容易受損。ICA致力於透過倡議、制定標準、專業發展以及促進檔案工作者、政策制定者、資料創作者與使用者之間的對話，來保護檔案並確保大眾可取得其內容。ICA是中立的非政府組織，由會員資助，並透過來自多元背景的會員活動來運作。60多年來，ICA團結世界各地的檔案機構與從業者，共同推動良好的檔案管理與記錄遺產的實體保護，制定公認的標準與最佳實務，並鼓勵跨國界的知識交流與專業經驗傳承。」

## 歷史
在第二次世界大战後，保存歷史記錄成為全球共同的優先任務。各國政府、檔案工作者與國際組織意識到，保護檔案對於在地緣政治劇變與戰後重建中維持歷史延續性至關重要。國際檔案理事會成立，便基於全球的努力之下，目的為管理與保存全球的檔案材料。在UNESCO等組織的支持下，ICA逐漸發展為推動檔案實務與促進國際合作的核心機構。
從1945至1950年，ICA的創立受到3項重要事件影響：與聯合國檔案館合作、在UNESCO架構下建立專業檔案計畫、創設國際性專業檔案組織。
ICA在1940、50年代逐步成形，因應不斷變化的全球需求。在建立初期，ICA在國際舞台上建立權威與爭取穩定經費方面面臨挑戰。然而，在UNESCO等合作夥伴的財政支持下，ICA 得以推動現代檔案實務中不可或缺的技術發展，這一點在1970、80年代尤為重要。

## 組織
國際檔案理事會分為十13個地區性分支機構，活躍程度各有不同，包括：加勒比分會（CARBICA）、東部與南部非洲分會（ESARBICA）南亞與西亞分會（SWARBICA）等。其內部設有十二個專業分部，這些分部為組織提供了大部分的檔案內容與實務活動，主要包括：檔案教育分部（SAE）、人權檔案分部（SAHR）、建築檔案分部（SAR）、商業檔案分部（SBA）文學與藝術檔案分部（SLA）等，這些分部負責推動不同領域的專業實踐與國際合作。

## 外部連結
- 官方网站
- ICA European Branch (EURBICA) web-page （页面存档备份，存于）
- ICA European Branch (EURBICA) Facebook page （页面存档备份，存于）
- ICA Pacific Branch (PARBICA) Recordkeeping for Good Governance Toolkit （页面存档备份，存于）
- ICA Section for Archival Education (SAE) - Training the Trainer Resource Pack （页面存档备份，存于）
- ICA Section for International Organizations (SIO) - Guide to the Archives of International Organizations （页面存档备份，存于）
- ICA Section for Literary Archives (SLA) blog （页面存档备份，存于）
- ICA Section for Local Municipal and Territorial Archives (SLMT) - Constitution (Google docs) （页面存档备份，存于）
- ICA Section for Professional Associations (SPA): A history of SPA by Didier Grange （页面存档备份，存于）
- ICA Section for Professional Associations (SPA): SPA brochure on Advocacy （页面存档备份，存于）